# Ompok javanensis
Ompok javanensis és una espècie de peix de la família dels silúrids i de l'ordre dels siluriformes.

## Distribució geogràfica
Es troba a Java (Indonèsia).